# Circondario della Bassa Slesia-Alta Lusazia
La Bassa Slesia-Alta Lusazia (in tedesco: Niederschlesischer Oberlausitzkreis; in sorbo Delnjosleško-hornjołužiski wokrjes) era un circondario della Sassonia di 94 750 abitanti, che aveva come capoluogo Niesky.
Dal 1º agosto 2008 il circondario è stato unito con la città extracircondariale di Görlitz e il circondario rurale di Löbau-Zittau a formare il circondario di Görlitz.

## Città e comuni
(Abitanti al 31 dicembre 2006)
| Città 1. Bad Muskau (4.038) 2. Niesky (10.766) 3. Reichenbach/O.L. (4.209) 4. Rothenburg (5.653) 5. Weißwasser/O.L. (20.823) | Comuni 1. Boxberg/Oberlausitz (2.951) 2. Gablenz (1.855) 3. Groß Düben (1.304) 4. Hähnichen (1.455) 5. Hohendubrau (2.221) 6. Horka (1.984) 7. Klitten (1.450) 8. Kodersdorf (2.611) 9. Königshain (1.289) 10. Krauschwitz (3.900) 11. Kreba-Neudorf (1.039) 12. Markersdorf (4.296) 13. Mücka (1.234) 14. Neißeaue (1.959) 15. Quitzdorf am See (1.463) 16. Rietschen (2.968) 17. Schleife (2.848) 18. Schöpstal (2.693) 19. Sohland a. Rotstein (1.414) 20. Trebendorf (1.058) 21. Uhyst (1.104) 22. Vierkirchen (1.958) 23. Waldhufen (2.769) 24. Weißkeißel (1.438) |